# NusA
NusA es una molécula proteica o proteína conocida en el campo de la biomedicina por su influencia en la transcripción, en concreto, en el proceso de elongación y terminación en procariotas. Para esto, NusA es un factor de transcripción y se une a la proteína ARN-polimerasa.
 Además, esta proteína tiene un papel fundamental en el proceso de antiterminación transcripcional de Escherichia Coli, Mycobacterium tuberculosis y de otras bacterias ribosomales.

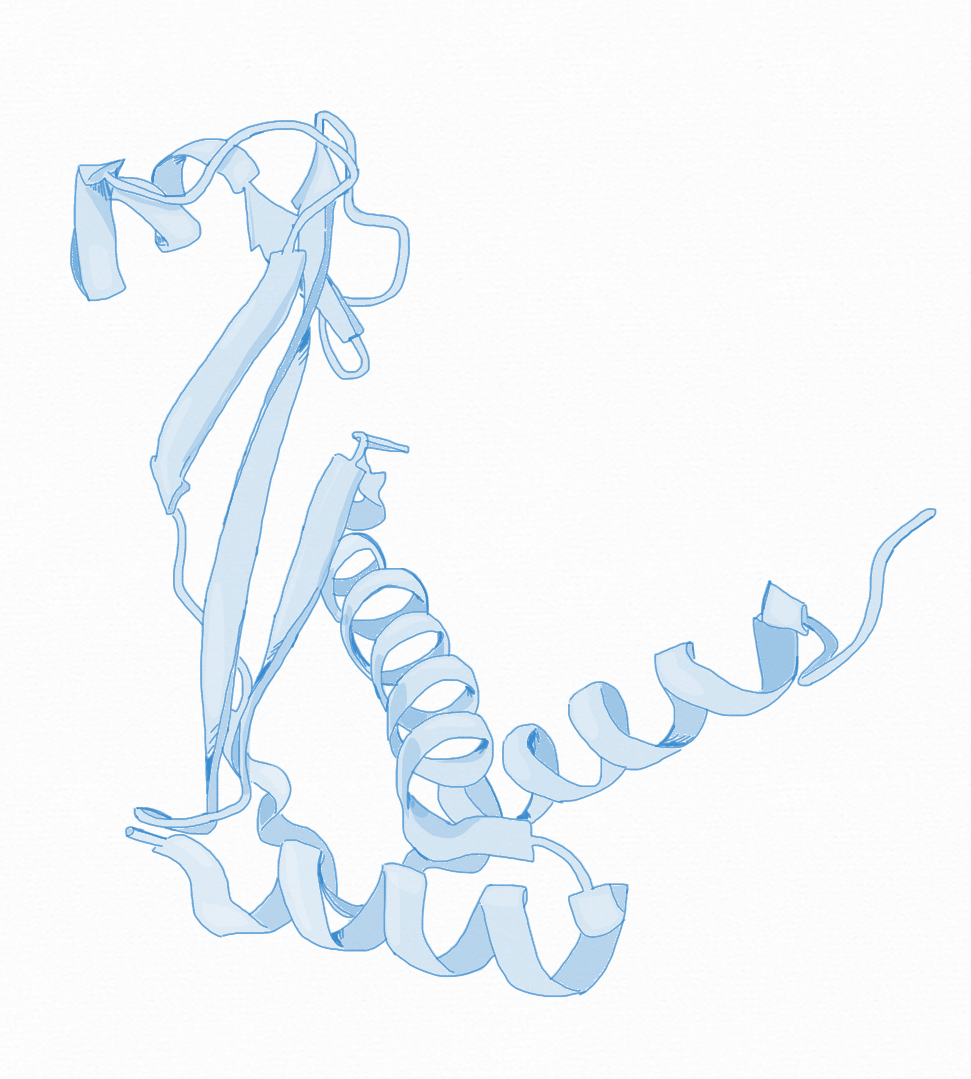
Estructura tridimensional de la proteína NusA en modelo de cintas. En ella se pueden apreciar las distintas subunidades de la molécula proteica y las conformaciones de sus diferentes dominios.

## Estructura
La estructura del factor NusA fue descubierta a través de un proceso de difracción anómala múltiple (MAD) después de la absorción de rayos X de 2 longitudes de onda distintas, usando un cristal sumergido en una disolución de HgCl2  durante un período de diez horas. La determinación de la estructura de NusA en el complejo ARN-polimerasa está ayudando a entender cómo el factor NusA regula la transcripción.
En Escherichia Coli NusA es una proteína de 495 aminoácidos y de masa molecular de 54,9 kDa que tiene seis dominios. Estos se dividen en tres motivos de unión al ARN: S1, KH1 y KH2; dos regiones ácidas C-terminales: región ácida 1 (AR1) y región ácida 2 (AR2), ambas compuestas por cinco hélices; y un dominio N-terminal responsable de la unión con la ARN polimerasa.
Excepto el AR1 y AR2 C-terminales, los dominios se encuentran altamente conservados entre las proteínas NusA de diferentes especies.

#### Secuencia de aminoácidos enE.coli:[7]
M-N-K-E-I-L-A-V-V-E-A-V-S-N-E-K-A-L-P-R-E-K-I-F-E-A-L-E-S-A-L-A-T-A-T-K-K-K-Y-E-Q-E-I-D-V-R-V-Q-I-D-R-K-S-G-D-F-D-T-F-R-R-W-L-V-V-D-E-V-T-Q-P-T-K-E-I-T-L-E-A-A-R-Y-E-D-E-S-L-N-L-G-D-Y-V-E-D-Q-I-E-S-V-T-F-D-R-I-T-T-Q-T-A-K-Q-V-I-V-Q-K-V-R-E-A-E-R-A-M-V-V-D-Q-F-R-E-H-E-G-E-I-T-G-V-V-K-K-V-N-R-D-N-I-S-L-D-L-G-N-N-A-E-A-V-I-L-R-E-D-M-L-P-R-E-N-F-R-P-G-D-R-V-R-G-V-L-Y-S-V-R-P-E-A-R-G-A-Q-L-F-V-T-R-S-K-P-E-M-L-I-E-L-F-R-I-E-V-P-E-I-G-E-E-V-I-E-I-K-A-A-A-R-D-P-G-S-R-A-K-I-A-V-K-T-N-D-K-R-I-D-P-V-G-A-C-V-G-M-R-G-A-R-V-Q-A-V-S-T-E-L-G-G-E-R-I-D-I-V-L-W-D-D-N-P-A-Q-F-V-I-N-A-M-A-P-A-D-V-A-S-I-V-V-D-E-D-K-H-T-M-D-I-A-V-E-A-G-N-L-A-Q-A-I-G-R-N-G-Q-N-V-R-L-A-S-Q-L-S-G-W-E-L-N-V-M-T-V-D-D-L-Q-A-K-H-Q-A-E-A-H-A-A-I-D-T-F-T-K-Y-L-D-I-D-E-D-F-A-T-V-L-V-E-E-G-F-S-T-L-E-E-L-A-Y-V-P-M-K-E-L-L-E-I-E-G-L-D-E-P-T-V-E-A-L-R-E-R-A-K-N-A-L-A-T-I-A-Q-A-Q-E-E-S-L-G-D-N-K-P-A-D-D-L-L-N-L-E-G-V-D-R-D-L-A-F-K-L-A-A-R-G-V-C-T-L-E-D-L-A-E-Q-G-I-D-D-L-A-D-I-E-G-L-T-D-E-K-A-G-A-L-I-M-A-A-R-N-I-C-W-F-G-D-E-A

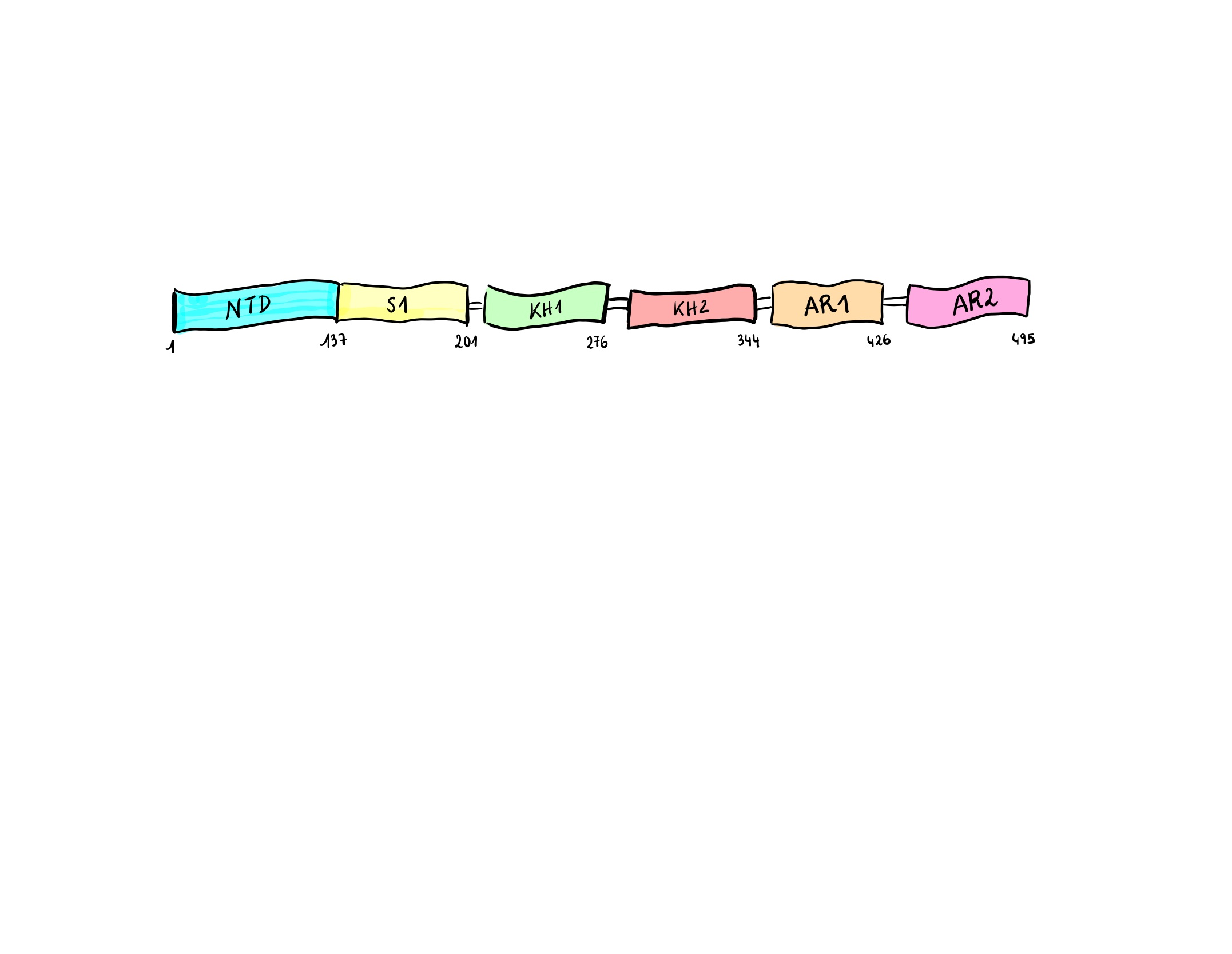
Dibujo donde se muestran los dominios funcionales de NusA en E.Coli. Los números indican la posición de los aminoácidos.

Por otro lado, la NusA del Mycobacterium tuberculosis tiene 329 aminoácidos y puede unirse al ARN por sí sola, ya que no tiene los dominios C-terminales AR1 y AR2. En este caso, la estructura cristalina de NusA consiste en cuatro dominios organizados como dos entidades distintas: un dominio N-terminal (residuos 1-99) y un módulo C-terminal (residuos 108-329), que difieren en estructura y están especializados funcionalmente.
En primer lugar, el dominio N-terminal está implicado en interacciones con el ARN-polimerasa, contiene un grupo amino libre y está unido de manera flexible a los dominios del módulo C-terminal.
En segundo lugar, el módulo C-terminal contiene un dominio de proteína ribosomal S1 seguido de dos dominios homólogos de K: KH1 y KH2. Así pues, el módulo C-terminal conforma una estructura de unión al ARN mediante sus tres dominios, que se mantienen rígidamente unidos mediante interacciones por pares entre los dominios S1 y KH1, y KH1 y KH2. El dominio S1 tiene conformación de lámina β con cinco cadenas colocadas en dirección antiparalela, pero tiene una pequeña región que presenta una hélice α como estructura secundaria. Los dominios KH (KH1 y KH2) también consisten en una lámina β, pero en estos casos la lámina es de tres cadenas antiparalelas y no de cinco como en el dominio S1. Además, la lámina beta contiene una inserción HTH (α-helix - turn -  α-helix), formada por dos tramos de hélice α unidos por un giro.

#### Secuencia de aminoácidos enM.tuberculosis[14]
La secuencia lineal de los aminoácidos que conforman la estructura primaria de la proteína NusA en Escherichia coli se muestra a continuación:
G-A-M-T-F-D-R-I-T-T-Q-T-A-K-Q-V-I-V-Q-K-V-R-E-A-E-R-A-M-V-V-D-Q-F-R-E-H-E-G-E-I-I-T-G-V-V-K-K-V-N-R-D-N-I-S-L-D-L-G-N-N-A-E-A-V-I-L-R-E-D-M-L-P-R-E-N-F-R-P-G-D-R-V-R-G-V-L-Y-S-V-R-P-E-A-R-G-A-Q-L-F-V-T-R-S-K-P-E-M-L-I-E-L-F-R-I-E-V-P-E-I-G-E-E-V-I-E-I-K-A-A-A-R-D-P-G-S-R-A-K-I-A-V-K-T-N-D-K-R-I-D-P-V-G-A-C-V-G-M-R-G-A-R-V-Q-A-V-S-T-E-L-G-G-E-R-I-D-I-V-L-W-D-D-N-P-A-Q-F-V-I-N-A-M-A-P-A-D-V-A-S-I-V-V-D-E-D-K-H-T-M-D-I-A-V-E-A-G-N-L-A-Q-A-I-G-R-N-G-Q-N-V-R-L-A-S-Q-L-S-G-W-E-L-N-V-M-T-V-D-D-L-Q-A-K-H-Q-A-E-A-H-A-A-I-D-T-F-T-K-Y-L-D-I-D-E-D-F-A-T-V-L-V-E-E-G-F-S-T-L-E-E-L-A-Y-V-P-M-K-E-L-L-E-I-E-G-L-D-E-P-T-V-E-A-L-R-E-R-A-K-N-A-L-A-T-I-A-Q-A-Q-E-E-S-L-G

## Función
La proteína NusA es un regulador central en la transcripción del ADN, es decir, en la síntesis de ARN a partir del ADN en bacterias y arqueas. La regulación de la síntesis de la cadena de ARN es un proceso complejo organizado por el conjunto de varias proteínas.
La NusA bacteriana es uno de los factores de transcripción esenciales para la fase de elongación, e interacciona con complejos de elongación y con el ARN emergente estimulando la pausa y la terminación del proceso de transcripción; también puede estimular su antipausa y antiterminación por la unión con otras proteínas accesorias. 

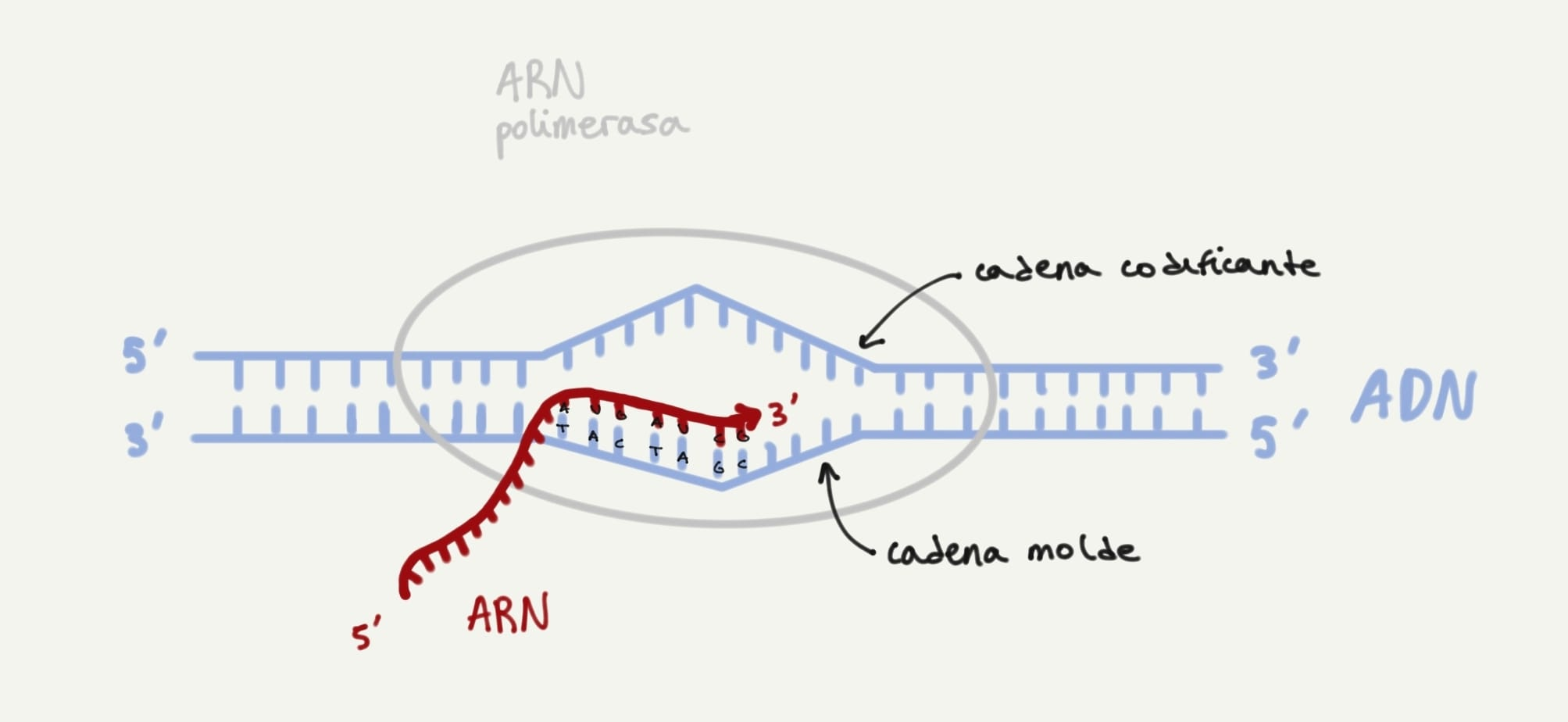
Esquema simplificado del proceso biológico de la transcripción

NusA es una proteína con estructura multidominio, y es gracias a esta conformación que la proteína tiene una alta complejidad regulatoria. Se ha encontrado que el extremo N-terminal de NusA se encuentra en contacto con el canal de salida de ARN de la ARN polimerasa y es necesario y suficiente para mejorar la pausa transcripcional; los otros dominios de NusA contribuyen a la unión de la proteína con los complejos de elongación. Por otro lado, para estimular la terminación se requiere de concentraciones más elevadas de la proteína NusA e involucra tanto su extremo N-terminal como sus otros dominios; sin embargo, todavía no se sabe con exactitud cuál es la actividad de cada dominio ni cómo estos interactúan con el ARN polimerasa.

### Expresión génica: terminación de la transcripción dependiente de NusA
La terminación intrínseca es un proceso que se da en procariotas y que sirve para señalar el final de la transcripción y liberar la molécula de ARN recién sintetizada. Se sabe que, entre muchas otras funciones, la proteína NusA estimula la terminación intrínseca.
Los terminadores intrínsecos de la transcripción consisten en una horquilla de ARN seguida de un tracto rico en U, y estas señales pueden desencadenar la terminación sin la participación de factores adicionales. Los terminadores dependientes de NusA tienden a tener horquillas débiles y/o interrupciones distales del tracto U, apoyando el modelo en el que NusA está directamente implicada en el mecanismo de terminación. Así pues, la eliminación de NusA supondría una alteración de la expresión génica global, puesto que en este caso, la lectura de los terminadores dependientes de NusA provocaría una regulación errónea de los genes implicados en funciones celulares esenciales, especialmente la replicación del ADN y el metabolismo.
En conclusión, la proteína NusA evita la desregulación de la expresión génica global ya que la terminación de la transcripción es dependiente de esta proteína. 

## Otros factores Nus: Relación entre la NusA y la NusG
| Factor Nus | n.º de aminoácidos | Masa molecular (kDa) |
| ---------- | ------------------ | -------------------- |
| NusA       | 495                | 54.8                 |
| NusB       | 139                | 15.6                 |
| NusE       | 103                | 11.6                 |
| NusG       | 181                | 20.5                 |

Los factores Nus (NusA, NusB, NusE y NusG) son un conjunto de proteínas que se encuentran en bacterias y que participan en los procesos de elongación, terminación, antiterminación y traducción de la transcripción; entre estos, NusA es la proteína que tiene las funciones más variadas, y NusA y NusG son los únicos factores conocidos que afectan tanto la elongación de la cadena de ARN como la eficiencia de la terminación.
NusG es un factor de transcripción que, al igual que NusA, estimula la motilidad y coordina la expresión génica. En concreto, ambas proteínas se unen a la ARN-polimerasa siendo así antagónicas y regulando tanto la pausa como la terminación intrínseca, es decir, el proceso para indicar el final de la transcripción y así liberar la nueva molécula de ARN en procariotas. 
Su actuación antagónica se debe a que el extremo amino-terminal de NusG forma un complejo con el dominio AR2 de NusA y de esta manera, el complejo de NusA y AR2 separa a NusG de la ARN-polimerasa.
Su efecto sobre la pausa recae en las posiciones U107 y U144; y la pérdida de ambas proteínas causaría una irregularidad en la expresión de genes y defectos en la movilidad de los flagelos.